# Isabela (Galapagos)
Isabela (Albemarle) – największa wyspa w archipelagu Galapagos, o powierzchni 4588 km², położona w odległości ok. 1000 km od wybrzeża kontynentalnego. Wyspa została nazwana na cześć królowej Hiszpanii, Izabeli Kastylijskiej. 
Największą miejscowością i portem morskim jest Puerto Villamil. W roku 2010 wyspa liczyła 2256 mieszkańców, co daje zaludnienie równe 2,03 osoby na km². Dla porównania, w 1960 wyspa liczyła około 300 mieszkańców. Mieszkańcy zajmują się uprawą ziemniaków, rybołówstwem, hodowlą bydła.

## Geografia
Jest to wyspa wulkaniczna o powierzchni 4588 km², stanowiącej 60% łącznej powierzchni archipelagu. Jest ona geologicznie młoda, czego przejawem jest trwająca aktywność wulkaniczna. Najwyższym szczytem wyspy, a także i całego archipelagu, jest wulkan Wolf o wysokości 1707 m n.p.m. Wraz z nim na wyspie znajduje się 6 wulkanów tarczowych; pozostałe to:
- Cerro Azul, 1689 m n.p.m.
- Sierra Negra, 1124 m n.p.m.
- Alcedo, 1130 m n.p.m.
- Darwin, 1326 m n.p.m.
- Ecuador, 808 m n.p.m. (jedyny wygasły)[3][1].

## Fauna
Duże rozmiary Isabeli sprawiają, że ochrona przyrody jest trudniejsza niż na mniejszych wyspach archipelagu. Występują tu licznie gatunki zawleczone przez ludzi, stanowiące zagrożenie dla lokalnego ekosystemu (szczególnie koty i szczury). Oprócz legwanów galapagoskich występuje tu inny, endemiczny gatunek legwana, Conolophus marthae. Zimny prąd morski dopływający do zachodniej części wyspy sprawia, że wody wokół niej obfitują w organizmy żywe; naliczono 16 gatunków przypływających tam waleni. Do najbardziej zagrożonych i najrzadszych zwierząt Isabeli należy ptak występujący wyłącznie w lasach namorzynowych na północno-zachodnim wybrzeżu wyspy, kłowacz namorzynowy (Camarhynchus heliobates).

### Ostoja ptaków
Wyżyny wyspy zostały wyszczególnione jako ostoje ptaków IBA przez BirdLife International w 2005 pod numerem EC104 jako Tierras altas de Isabela. Na decyzję wpłynęła obecność jednego krytycznie zagrożonego gatunku, petrel galapagoski (Pterodroma phaeopygia) oraz dwa narażone, myszołów galapagoski (Buteo galapagoensis) i derkaczyk galapagoski (Laterallus spilonota). Pozostałe 10 gatunków ma status najmniejszej troski, są to m.in. muchołap wielkodzioby (Myiarchus magnirostris), kłowacz papugodzioby (Camarhynchus psittacula) i wegetariańczyk (Platyspiza crassirostris).